# Бугай американський
Бугай американський (Botaurus lentiginosus) — вид птахів родини чаплевих (Ardeidae).

## Поширення
Місця гніздування — більша частина США до північної Канади, Аляски й Ньюфаундленду. Зимує уздовж Тихоокеанського та Південноатлантичного узбережжя до південної Каліфорнії.

## Опис
Чапля середнього розміру з міцним стислим з боків тілом. Довжина тіла (від кінчика дзьоба до кінчика хвоста) — 60-85 см, розмах крила — до 92-110 см. Самці трохи крупніші за самиць. Вага — 370—500 г. Шия і ноги відносно короткі. Відрізняється від інших чапель більш загостреними крилами і тонким дзьобом. Забарвлення: верх тіла плямистий — темно-коричневий, нижня частина — строката — біло-коричнева. Дзьоб жовтий, із сірим кінчиком. Чорна маска, що починається біля основи дзьоба, доходить вниз до шиї. Шия і тіло — біло-жовті з коричневими вертикальними штрихами. Горло біле. У дорослих жовті очі, які стають помаранчевими в сезон розмноження. Ноги жовтувато-зелені. Підлітки забарвлені так само як дорослі, але без чорної маски. Колір очей світло-оливковий. У польоті в американського бугая двокольорове крило — кінці крил темні, а підкрила — коричневі. У молодих крила повністю коричневі.

## Спосіб життя
Полюбляють заболочені місця (прісноводні і солонуваті) — зарості рогозу, осоки та очерету, з відкритими областями води. Ведуть відокремлений і територіальний спосіб життя. Самці в межах 45-50 м відповідають на крики самців з сусідніх ділянок і наполегливо переслідують один одного при зустрічі. Пік активності припадає на період між сутінками і північчю. Велику частину часу птахи проводять у заростях трави. Здобуваючи їжу, покладається на хитрість, стоячи нерухомо в засідці й чекаючи на здобич, або бродить біля краю водойми. Коли здобич перебуває в досяжності, бугай різко хапає її або протикає дзьобом. Здобич ковтає головою вперед.
При небезпеці бугай завмирає, витягує шию вертикально вгору, а при необхідності коливається в різні боки, імітуючи рослинність. Якщо птах виявлений, то він вміло захищається своїм дзьобом, як списом.
У північних районах ареалу на зимівлю відлітають у кінці вересня — початку жовтня, а повертаються в місця гніздування до кінця квітня — початку травня. У південних районах міграцій не здійснюють. Політ жорсткий і незграбний, із швидкими помахами крил. Над водою літає низько, з ногами, витягнутими позаду тіла. По землі пересувається повільно. Дорослі линяють у кінці літа — початку осені.

### Раціон
Основу раціону американського бугая складають комахи (Odonata, Belastomatidae, Nepidae, Dytiscidae, Orthoptera) — до 23 %, амфібії (жаби, саламандри) — до 21 %, ракоподібні (річкові раки) — до 19 %, дрібна риба (Gasterosteidae, вугор, зубатка, щука, Centrarchidae, Cyprionodontidae й окунь) — до 21 %, рептилії (невеликі змії, наприклад, підв'язкові вужі) — до 5 % і ссавці — до 10 %.

### Розмноження
Формування пар починається в кінці квітня — початку травня, коли на місця гніздування прилітають самиці. Місця для гніздування влаштовуються близько мілководдя — рівень води в середньому 10 см, з рослинністю висотою 1-1,2 м, а щільністю трави (осока, рогіз, очерет, дикий рис) 114 стебел на 1 м². Зрідка птахи гніздяться в прибережних солонуватих болотах, зарослих Phragmites communis і Spartina alterniflora. Гнізда розташовані далеко один від одного.
Американські бугаї вважаються моногамними, хоча при деяких обставинах вони можуть бути й полігамними. Самець захищає територію, але не допомагає самиці з висиджування й турботою про пташенят. Самиця сама вибирає місце для будівництва гнізда, яке зазвичай знаходиться в щільній рослинності. Гніздо — платформа (діаметром 25-40 см, з трави, очерету, осоки, рогозу та іншої молодої рослинності), що височіє над рівнем води на 7-20 см.
Щоранку самиця відкладає по одному глянцевому яйцю. Інкубація починається з першого яйця. У кладці 3-6 оливкових яєць (розмір 1,5х3,7 см).
Пташенята, що щойно вилупились, пухнасті, жовто-зелені з рожево-коричневим дзьобом, харчуються частково перевареною їжею, яку відригує самиця. Гніздо залишають через 1-2 тижнів після вилуплення, але ще місяць вони залишаються біля гнізда, де їх підгодовує мати. Піднімаються на крило у віці 7-8 тижнів.

## Статус збереження
Американський бугай внесений до Червоного списку МСОП, як вид, що викликає найменше занепокоєння. Приблизна чисельність популяції виду близько 3 000 000 статевозрілих особин, площа ареалу — 8 781 000 км².
Основні загрози виду: втрата й деградація довкілля; хімічне забруднення навколишнього середовища, у тому числі кислотні дощі. Раніше в Південній Луїзіані м'ясо бугая вважалося делікатесом.